# Life Is Strange (herní série)
Life Is Strange (zkracováno někdy jako LiS) je série epizodických grafických adventur, které vydává Square Enix prostřednictvím své evropské dceřiné společnosti. Hlavní premisou série je vyprávění části života teenagerů s nadpřirozenými schopnostmi a jejich mezilidských vztahů. Tvůrcem série je studio Dontnod Entertainment, které stojí za prvním dílem Life Is Strange, jenž vyšel během roku 2015 v pěti epizodách. Během roku 2017 vyšly tři epizody prequelu Life Is Strange: Before the Storm, který byl vyvinut studiem Deck Nine; čtvrtá epizoda vyšla na začátku roku 2018. Třetím dílem v sérii se stala hra Life Is Strange 2, kterou společně s jejím spin-offem The Awesome Adventures of Captain Spirit vyvinulo Dontnod. Obě hry vycházely mezi lety 2018 a 2019. Pátým dílem je Life Is Strange: True Colors, který byl vydán v roce 2021. V roce 2022 byla vydána remasterovaná kolekce původní hry a jejího prequelu. Všech pět kapitol šestého dílu, Life Is Strange: Double Exposure, vyšlo najednou 29. října 2024. Ani jeden díl série nemá oficiální českou lokalizaci.
Na motivy série vzniklo několik dalších děl, jako například komiksová série, jejíž příběh se odehrává po jednom z možných konců první videohry, a encyklopedie, jež popisuje život na Blackwellské akademii a v Arcadia Bay.

## Hry
| 2015 | Life Is Strange                          |
| 2016 |                                          |
| 2017 | Life Is Strange: Before the Storm        |
| 2018 | The Awesome Adventures of Captain Spirit |
| 2018 | Life Is Strange 2 (Episode 1)            |
| 2019 | Life Is Strange 2 (Episode 2–5)          |
| 2020 |                                          |
| 2021 | Life Is Strange: True Colors             |
| 2022 | Life Is Strange Remastered Collection    |
| 2023 |                                          |
| 2024 | Life Is Strange: Double Exposure         |

### Life Is Strange
První díl sleduje události kolem Maxine „Max“ Caulfieldové, která se vrací do svého rodného města Arcadia Bay, ve státě Oregon, aby studovala na tamní Blackwellské akademii. Při incidentu na školních toaletách, ve kterém je smrtelně postřelena její dřívější kamarádka Chloe Pricová, zjistí, že může vracet čas. S touto schopností následně Chloe zachrání. Později se s Chloe znovu setká a po své vidině tornáda, které má během několika dní Arcadia Bay zasáhnout, jí všechno, co se stalo, vysvětlí. Společně se snaží najít pohřešovanou kamarádku Rachel Amberovou. Zjišťují, že Rachel byla zavražděna fotografem Markem Jeffersonem a Nathanem Prescottem, spolužákem Max. V době, kdy tornádo udeřilo v Arcadia Bay, Max dochází, že pokud chce předejít velké katastrofě, musí se rozhodnout: buďto zachrání pouze Chloe, nebo celý Arcadia Bay.
Hra vycházela epizodicky v průběhu roku 2015 pro platformy Xbox One, PlayStation 4, Xbox 360, PlayStation 3 a Microsoft Windows; na platformách iOS, Android, macOS a Linux vyšla později. Episode 1: Chrysalis byla vydána 30. ledna, Episode 2: Out Of Time 24. března, Episode 3: Chaos Theory 19. května, Episode 4: Dark Room 28. července, a Episode 5: Polarized 20. října. Maloobchodní edice všech pěti epizod byla vydána pro Xbox One, PlayStation 4 a osobní počítače 22. ledna 2016 v Evropě a 19. ledna 2016 v Severní Americe.

### Life Is Strange: Before the Storm
Before the Storm se odehrává tři roky před událostmi první hry a sleduje Chloe Pricovou, která se vypořádává se smrtí svého otce, a její přátelství s Rachel Amberovou. Chloe se s Rachel snaží odhalit rodinná tajemství a zjistit, kdo je biologickou matkou Rachel.
Hra vycházela epizodicky v průběhu roku 2017 pro platformy Xbox One, PlayStation 4 a Microsoft Windows; na platformách iOS, Android, macOS a Linux vyšla později. Episode 1: Awake byla vydána 31. srpna, Episode 2: Brave New World 19. října a Episode 3: Hell Is Empty 20. prosince. Ve verzi Deluxe Edition, která byla vydána 6. března 2018, byla zahrnuta čtvrtá epizoda Farewell. V epizodě se Max zdráhá říct Chloe o svém odjezdu do Seattlu. Aby přišla na jiné myšlenky, rozhodne se přijmout Chloeino pozvání hledat pirátský poklad, který zakopal Chloein otec William. Jejich plány jsou však nečekaně překaženy zprávami o smrti Williama.

### The Awesome Adventures of Captain Spirit
Captain Spirit pojednává o Chrisovi Eriksenovi, mladém chlapci, který si doma hraje na superhrdinu a pomáhá svému pijícímu otci s přípravami na Vánoce. Během domácích prací si představuje, že bojuje proti různým super padouchům. Například proti jeho úhlavnímu nepříteli Mantroidovi, který je ztělesněním Chrisových emocí po smrti jeho matky, jež zemřela při autonehodě. Po hádce s otcem padá Chris ze svého domku na stromě na zem, nedopadne však na ni a z ničeho nic je nad ní nadnášen. Všimne si také dvou chlapců, kteří jej pozorují zpovzdálí (ti se objevují v Life Is Strange 2).
Hra vyšla zdarma 25. června 2018 pro Xbox One, PlayStation 4 a Microsoft Windows a slouží jako demoverze hry Life Is Strange 2, přičemž její příběh se odehrává během druhé epizody.

### Life Is Strange 2
Bratři Sean a Daniel Diazovi žijí se svým otcem v Seattlu po tom, co je jejich matka opustila. Po incidentu s policií, kde je jejich otec strážníkem zastřelen, utíkají z domova. Během incidentu navíc došlo k explozi, jež zničila přilehlé okolí a kvůli níž získal Daniel telekinetické schopnosti. Oba bratři se tedy společně vydávají na dlouho cestu po západním pobřeží USA do domoviny svého otce zvané Puerto Lobos, která leží v Mexiku. Sean se snaží být pro Daniela vzorem a pomáhat mu se zvládáním jeho nových schopností. Na své cestě potkávají přátele i nepřátele a také svou odcizenou matku.
Hra byla vydána v pěti epizodách pro platformy Xbox One, PlayStation 4 a Microsoft Windows, přičemž verze pro macOS a Linux vyšla krátce po uvedení páté epizody. Episode 1: Roads byla vydána 27. září 2018, Episode 2: Rules 24. ledna 2019, Episode 3: Wastelands 9. května, Episode 4: Faith 22. srpna a Episode 5: Wolves 3. prosince. Maloobchodní edice všech pěti epizod byla vydána 3. prosince 2019 v Evropě a 4. února 2020 v Severní Americe.

### Life Is Strange: True Colors
True Colors vypráví příběh Alex Chenové, která se rozhodne setkat se se svým bratrem Gabem ve městě Haven Springs, ve státě Colorado. Tam zjistí, že dokáže vycítit lidské pocity jako nikdo jiný (její nadpřirozená schopnost). Po záhadné smrti Gaba se rozhodne zjistit, co se s jejím bratrem stalo.
Hra byla oznámena 18. března 2021 a přestože je rozdělena do pěti epizod, byla vydána v celku 10. září 2021 pro platformy Stadia, Xbox One, Xbox Series X a Series S, PlayStation 4, PlayStation 5, Nintendo Switch a Microsoft Windows. Verze Deluxe Edition vyšla 30. září 2021 a obsahuje navíc příběhové DLC s názvem Wavelengths.

### Life Is Strange Remastered Collection
Remasterované verze her Life Is Strange a Life Is Strange: Before the Storm byly oznámeny 18. března 2021 pod názvem Life Is Strange Remastered Collection. Kolekci je možné zakoupit samostatně nebo jako součást Ultimate Edition dílu Life Is Strange: True Colors. Remaster zahrnuje veškerý dříve vydaný obsah, a to s vylepšenou grafikou prostředí a postav (například zachycení obličejů postav pomocí technologie motion-capture), upravenou hratelností hádanek a aktualizovaným herním enginem a nasvícením.
Dne 15. června 2021 bylo ohlášeno, že kolekce bude vydána 30. září 2021 pro platformy PlayStation 4, Xbox One, Microsoft Windows, Stadia a později i pro Nintendo Switch. Verze na Nintendo Switch byla oznámena během prezentace Nintendo Direct E3 2021. Dne 11. srpna bylo oznámeno, že je vydání Remastered Collection odloženo na začátek roku 2022. Vedle toho bylo oznámeno také DLC Wavelengths pro Life Is Strange: True Colors, jež bylo vydáno 30. září.

## Ostatní média

### Komiksy
Komiksy, jež píše Emma Vieceli, kreslí Claudia Leonardi a koloruje Andrea Izzo, vyprávějí příběh Max a Chloe po konci prvního dílu v případě, že hráč zvolil možnost obětovat Arcadia Bay, kdy je město zničeno bouří. Původně měly komiksy vyjít ve formě minisérie o čtyřech částech, od listopadu 2018 je však vydává nakladatelství Titan Comics. Série skončí na konci roku 2021.

### Kniha
V září 2018 vydalo Square Enix ve spolupráci s nakladatelstvím Titan Publishing Group 160stránkovou encyklopedii Life Is Strange: Welcome to Blackwell Academy, která očima studenta provádí Blackwellskou akademií a Arcadia Bay. Obsahuje různé poznámky, náčrtky a obrázky z první hry.

### Televizní seriál
V červenci 2016 produkční společnost Legendary Digital Studios a Square Enix oznámily, že plánují vytvořit seriálovou adaptaci hry Life Is Strange. V té době diskutovaly s možnými scenáristy nového projektu. V roce 2017 prodala společnost dj2 Entertainment práva k seriálu streamovací službě Hulu. V srpnu 2021 bylo ohlášeno, že se vedoucím producentem seriálu stal Shawn Mendes, jenž bude zároveň dohlížet na jeho hudbu. Bylo také oznámeno, že dalším producentem seriálu je společnost Anonymous Content.

## Přijetí
Série byla kritika pozitivně přijata, přičemž všechny hry získaly „celkově příznivé“ recenze.
Life Is Strange obdrželo na serveru Metacritic na platformách PlayStation 4 a Xbox One 85 bodů ze 100, tedy celkově příznivé recenze. Někteří kritizovali synchronizaci pohybu rtů a používání zastaralého slangu, většina však chválila vývoj postav a cestování časem. Časopis Eurogamer nazval hru jako „jednu z nejlepších interaktivních příběhových her této generace“ a Hardcore Gamer uvedl, že byla „spícím hitem“ roku 2015. Life Is Strange získalo řadu ocenění a nominací, a to například několik cen hry roku.
Life Is Strange: Before the Storm obdrželo na Metacriticu celkově příznivé recenze. Kritici chválili postavy, témata a příběh, nicméně kritizovali mezery v příběhu, vztah mezi hlavními postavami a dopad rozhodnutí hráčů těsně před koncem hry.
Life Is Strange 2 obdrželo na Metacriticu celkově příznivé recenze. Kritici chválili příběh, vztah mezi Seanem a Danielem a hratelnost založenou na rozhodnutí hráčů. Kritizovali však plán vydání jednotlivých epizod a dialogy.